# Shahade
Shahade es una ciudad y  municipio situada en el distrito de Nandurbar en el estado de Maharashtra (India). Su población es de 61376 habitantes (2011). Se encuentra a 35 km de Nandurbar.

## Demografía
Según el censo de 2011 la población de Shahade era de 61376 habitantes, de los cuales 31414 eran hombres y 29962 eran mujeres. Shahade tiene una tasa media de alfabetización del 86,62%, superior a la media estatal del 82,34%: la alfabetización masculina es del 90,67%, y la alfabetización femenina del 82,40%.